# فرانشيسكا ماريا كوراو
فرانشيسكا ماريا كورّأو (بالإيطالية: Francesca Maria Corrao)‏ مستشرقة إيطالية نقلت عدداً من الكتب بين اللغتين العربية والإيطالية. أستاذة للغة العربية وآدابها في جامعة نابولي الشرقية، وخبيرة بالشعر العربي.

## سنوات التخرج والشهادات
1980 تخرجت في الدراسات العربية من جامعة روما «لا سابينزا»
1983 درجة الماجستير في الدراسات العربية من الجامعة الأميركية في القاهرة
1990 دكتوراه في الدراسات الإسلامية وفقه اللغة العربية في جامعة روما «لا سابينزا»
1993-2003
أستاذ اللغة العربية وآدابها في جامعة Neaples «L' الشرقية» في كليات الآداب والعلوم السياسية.
أستاذ الثقافة الإسلامية في الجامعة الكاثوليكية في ميلانو
2003
أستاذ اللغة العربية وآدابها في جامعة Neaples «L' الشرقية» في كليات العلوم السياسية والفنون.
اللغات التي يتحدث بها:
• الإنجليزية والعربية والفرنسية والتركية والإسبانية
وهي عضو في المؤسسات الدولية للبحوث في مجال دراسات الشرق الأوسط في الأدب

## من مؤلفاتها
- جحا الخبيث، الأحمق، الحكيم (Giufa Il Furbo, Lo Sciocco, Il Saggio)
- شعراء صقلية العرب: في ترجمة شعراء إيطاليين معاصرين (Poeti Arabi Di Sicilia: Nella Versione Di Poeti Italiani Contemporanei)
- قصص جحا (Le Storie Di Giufa)

تأليف ليوناردو شاشا وماريا فرانسيسكا كوراو.
- في عالم بلا سماء - أنطولوجيا الشعرالفلسطيني (In un mondo senza cielo. Antologia della poesia palestinese)

1985—لوس انجليس لRinascita إسلاميكا. ammad فريد (لتاريخ الزعيم الوطني المصري، مع الرسائل الأصلية من القادة الشبان الاتراك) باليرمو، إد | nazionalismo ايل دي مو. Quaderni ديل أبوراتوريو Antropologico dell'Università دي باليرمو، N. 2.
1987—Poeti العربي دي صقلية، (مختارات من قصائد الشعراء من اراب من جزيرة صقلية) ميلانو، أد. موندادوري، 2 إد. Mesogea ميسينا عام 2002.
1989—لوس انجليس لPassione دي كليوباترا، (النسخة الإيطالي ل| دراما Šawqî المجنون شاعريه على كليوباترا)، ميلانو، أد. يبري UBU.
1990—لوس انجليس ديلي fantasmagoria أومبير دي ابن احمدوف، (الترجمة الإيطالية للخيال الظل ثلاثة من ابن احمدوف)، روما، أطروحة دكتوراه، جامعة روما «لا سابينزا».
furbo ايل Giufà، لو sciocco، saggio ايل (دراسة مقارنة عن قصص جوها من التقاليد العربية والتركية وصقلية) وأنا إد—1991. ميلانو، موندادوري أوسكار، 2 إد. Sellerio، باليرمو عام 2000.
1996—ايل ايل ريزو comico ه لا فيستا القاعدة نيل القاهرة الثالث عشر secolo—ايل تياترو دي ديلي أومبير ابن احمدوف، (دراسة حول مسرح الظل الفن ودراسة نقدية من الظل ابن احمدوف ويلعب)، روما، المعهد في كاليفورنيا اورينتي l' Nallino.
1999—أدونيس. Nella بييترا ه نيل فينتو. (دراسة نقدية في شعر أدونيس، ومختارات من قصائده)، ميسينا، Mesogea